# Шварцкопф, Норман
Но́рман Шва́рцкопф-младший (англ. Norman Schwarzkopf Jr.; 22 августа 1934[…], Трентон — 27 декабря 2012[…], Тампа, Флорида) — американский военачальник, возглавлявший группировку Многонациональных сил во время войны в Персидском заливе в 1990—1991 годах, полный генерал (23 ноября 1988).
В 1991 году награждён высшей наградой США — Золотой медалью Конгресса.

## Ранняя карьера
Норман Шварцкопф родился в Трентоне, Нью-Джерси, в семье суперинтенданта полиции штата, в своё время занимавшегося нашумевшим делом о похищении сына Чарльза Линдберга. Шварцкопф-старший был выпускником Вест-Пойнта и участником Первой и Второй мировых войн, дослужившимся до звания бригадного генерала; Шварцкопф-младший с детства мечтал о военной карьере.
После окончания Второй мировой войны отец Шварцкопфа помогал создавать полицию шаху Ирана, и семья переселилась на Средний Восток. В дальнейшем Шварцкопф учился в школах Ирана, Швейцарии, ФРГ и Италии, освоив за это время французский и немецкий языки. После школы он окончил военную академию Вэлли-Фордж, затем учился в Вест-Пойнте, окончив его в 1956 году. Службу он начал во 2-й воздушно-десантной боевой группе (Форт-Беннинг, Джорджия). В дальнейшем служил в 101-й воздушно-десантной дивизии и в 6-й пехотной дивизии, дислоцированной в ФРГ. Германию он покинул в 1961 году, за неделю до начала Берлинского кризиса. Два года он посещал университет в Южной Каролине, получив степень магистра по военной технике в области работы с управляемыми ракетами, и вернулся в Вест-Пойнт, на этот раз на преподавательскую работу.

## Служба во Вьетнаме
В 1965 году, проработав преподавателем в Вест-Пойнте всего год, Шварцкопф попросил направить его во Вьетнам. Свой первый срок там (в 1965—1966 годах) он провел на посту советника в элитной южновьетнамской воздушно-десантной дивизии. Подразделение, в котором он служил советником, приняло участие в заключительном этапе сражения в долине Йа-Дранг осенью 1965 года, отрезав путь отхода разгромленных северовьетнамских подразделений возле лагеря американского спецназа Дук-Ко. В первый свой срок пребывания во Вьетнаме Шварцкопф получил несколько наград, одно ранение и стал майором.
Вернувшись из первой вьетнамской командировки, Шварцкопф отработал остающиеся ему на преподавательской должности два года. В июле 1968 года он женился на Бренде Холсингер (Holsinger). Получив звание подполковника, Шварцкопф вновь отправился во Вьетнам.
Свой второй срок в Юго-Восточной Азии (1969—1970) Норман Шварцкопф провел на посту командира батальона (1-й батальон 6-го пехотного полка 198-й легкопехотной бригады 23-й пехотной дивизии). Получил известность эпизод, когда его подразделение попало на минное поле на полуострове Батанган и не могло самостоятельно выбраться; Шварцкопф лично прибыл на место происшествия и принял руководство застрявшим подразделением. Он получил ранение, когда один из солдат наступил на мину, но вывел подразделение с минного поля. За два срока службы во Вьетнаме Шварцкопф был удостоен трех медалей «Серебряная звезда» и получил репутацию сурового командира, делающего все для сохранения жизней своих солдат. Он говорил им: «Когда вы сядете на самолет, летящий домой, если вашей последней мыслью обо мне будет „я ненавижу сукина сына“, то это прекрасно, потому что вы возвращаетесь домой живыми».
Вернувшегося с войны полковника армия направила на специальное задание — проводить разъяснительную работу среди гражданского населения относительно Вьетнамской войны. Работая на этой должности, Шварцкопф был поражен враждебностью общества по отношению к войне и американским военным. Он пришёл к выводу, что администрация США вступила в войну во Вьетнаме, не обеспечив себе общественной поддержки, не имея четких целей и стратегии победы. Некоторое время он раздумывал об уходе из армии, но в конце концов решил остаться, чтобы участвовать в строительстве, новых, полностью профессиональных вооруженных сил. Из своего общения с гражданскими Шварцкопф сделал вывод о важности общественной поддержки в будущих вооруженных конфликтах.

## Карьерный рост
В 1970-х и начале 1980-х годов Шварцкопф занимал многочисленные должности, в том числе заместителя командира военной группировки США на Аляске, работал в Генеральном штабе армии, командовал бригадой в Форт-Льюис, штат Вашингтон, а также учился в Военном колледже армии США. В этот период он вновь побывал в Германии, где обеспечивал безопасность во время визита папы римского Иоанна Павла II в Майнц.
В июне 1983 года генерал-майор Шварцкопф был назначен командиром 24-й пехотной дивизии (механизированной) (Форт-Стюарт, Джорджия). Всего через четыре месяца после этого на маленьком карибском острове Гренада произошёл переворот, в результате которого у власти оказались местные революционеры прокубинской ориентации. Опасаясь превращения острова в кубинскую перевалочную базу для распространения революционных идей в Южной Америке, США через неделю после переворота совершили вооруженное вторжение на Гренаду. Операция «Urgent Fury» проходила в атмосфере спешки и с многочисленными накладками (главным образом из-за почти полного отсутствия разведданных о силах противника), но завершилась полным успехом. Шварцкопф был заместителем руководителя операции и командовал наземными силами, высадившимися на остров.
После операции на Гренаде Норман Шварцкопф работал в Пентагоне до 1986 года, когда получил звание генерал-лейтенанта и пост командира I корпуса в Форт-Льюис. Кульминация его армейской карьеры наступила в 1988 году: став полным генералом, он возглавил Центральное командование США (авиабаза Макдилл, Тампа, Флорида), ответственное за операции в неспокойном регионе между Африканским Рогом и Южной Азией. На этом посту ему пришлось на практике применить уроки Вьетнамской войны.

## Война в Персидском заливе

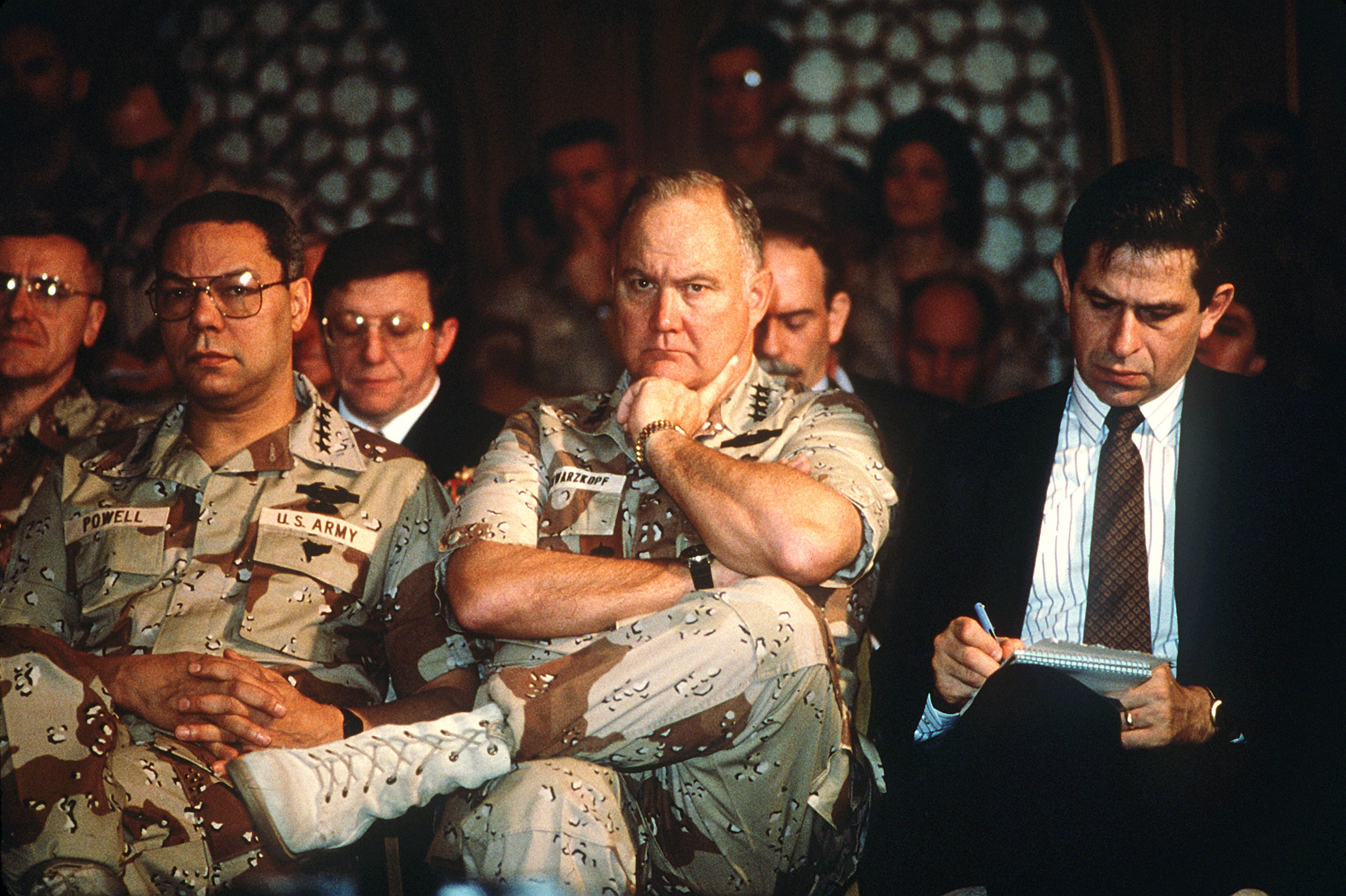
Норман Шварцкопф на пресс-конференции министра обороны США Дика Чейни. Февраль 1991 года

2 августа 1990 года иракская армия вторглась в Кувейт и, сломив отчаянное сопротивление небольших кувейтских сил безопасности, оккупировала страну. Менее чем через неделю в Саудовскую Аравию начали прибывать американские войска для защиты страны от возможной агрессии Ирака. ООН потребовала от Ирака немедленно вывести войска из Кувейта. Поскольку Ирак не подчинился требованию, вместо этого объявив об аннексии Кувейта, 29 ноября 1990 года Совет Безопасности ООН принял резолюцию, разрешавшую войскам международной коалиции применение силы для прекращения оккупации страны. Коалиционные силы насчитывали в общей сложности около полумиллиона человек и состояли из воинских контингентов примерно 30 стран мира, наиболее значительными из которых являлись контингенты США, Великобритании, Франции, Египта, Сирии, Кувейта, Саудовской Аравии. Генерал Норман Шварцкопф был поставлен командующим американских и европейских подразделений, его сокомандующим был саудовский генерал Халед бин Султан, которому подчинялись подразделения из арабских и мусульманских стран.
План Шварцкопфа по освобождению Кувейта предусматривал проведение длительной воздушной кампании для уничтожения ВВС Ирака и нарушения снабжения иракских войск в Кувейте. 15 января 1991 года истёк срок ультиматума, предъявленного коалиционными силами Саддаму Хусейну. Операция «Буря в пустыне» началась ночью 17 января с нанесения массированных ракетно-бомбовых ударов по иракским стратегическим объектам военного и гражданского назначения. После войны Шварцкопф в интервью телеканалу NBC вспоминал:

Первые два дня воздушной кампании были величайшими в моей жизни. Я отчетливо понимал, что мы их сделали. Ко мне в штаб пришёл один из корпусных командиров и доложил, что он уже взял в плен 3200 иракцев. «И с каждой минутой, — сказал он, — их становится все больше и больше». «А какие потери у нас?» — спросил я. «Один раненый». Вот уж это была новость, так новость.

Беспрерывные бомбардировки продолжались пять недель; после первых двух недель ВВС Ирака полностью прекратили боевую деятельность. Когда западные политики и журналисты заговорили об угрозе затягивания военной операции на неопределенный срок, 24 февраля началась операция «Сабля пустыни» — наземное наступление сил коалиции. Шварцкопф нанес основной удар не на кувейтском направлении, где его ожидало иракское командование, подготовившее там статичную оборону, а западнее, в пустынном районе вдоль саудовско-иракской границы. Столица Кувейта была освобождена за двое суток; наступающие с запада войска коалиции подошли к Басре, практически окружив отходившие из Кувейта иракские силы. Утром 28 февраля Саддам Хусейн объявил о прекращении огня и принятии Ираком всех требований ООН. 3 марта Норман Шварцкопф и Халед бин Султан на захваченной иракской авиабазе Сафван подписали с представителями иракской стороны документы, регулирующие режим прекращения огня.

### Известные цитаты
Во время войны Норман Шварцкопф часто выступал перед журналистами. Некоторые фразы генерала получили широкую известность:

Насчёт выдающихся военно-стратегических талантов Саддама Хуссейна - он не стратег, не имеет военного образования, не владеет тактикой, он не генерал и даже не солдат. Все что угодно, кроме выдающегося военного деятеля.
Оригинальный текст (англ.)As far as Saddam Hussein being a great military strategist, he is neither a strategist, nor is he schooled in the operational art, nor is he a tactician, nor is he a general, nor is he a soldier. Other than that he's a great military man

Нам нужно уничтожить, — не атаковать, окружить или разгромить — а уничтожить республиканскую гвардию.
Оригинальный текст (англ.)We need to destroy - not attack, not damage, not surround. I want to destroy the Republican Guard

## После войны
Вернувшись из Саудовской Аравии в США, Шварцкопф был встречен как герой. Торжественному приему способствовали минимальные потери американских и союзных войск в ходе войны (около 200 человек погибшими), военный триумф и то внимание, которое Шварцкопф уделял представителям средств массовой информации во время боевых действий. Журналисты прозвали его «неистовый Норман» (англ. Stormin’ Norman). Он был удостоен Президентской медали Свободы (одна из двух высших гражданских наград США), принят почётным рядовым 1-го класса во французский Иностранный легион, а британская королева посвятила его в рыцари.
Когда журналисты спросили его, какой эпизод войны произвел на него самое большое впечатление, он ответил: «Все происходило по плану, неожиданностей не было. Но моя жена за время моего отсутствия научилась сама вызывать сантехника».
Тем не менее, Шварцкопф вызвал волну противоречивых откликов, когда заявил, что, по его мнению, войска коалиции должны были продолжать военную операцию после освобождения Кувейта, чтобы свергнуть режим Саддама Хусейна в Ираке. Многие считали, что это заявление, шедшее вразрез с позицией президента Дж. Буша, послужило причиной ухода генерала Шварцкопфа в отставку уже в августе 1991 года. Спор между Бушем и Шварцкопфом относительно войны с Ираком напомнил похожий спор между генералом Макартуром и президентом Трумэном относительно перспектив Корейской войны за сорок лет до этого. Администрация Буша имела определённые причины не продолжать боевые действия после освобождения Кувейта, в том числе и потому, что свержение режима Хусейна не было санкционировано ООН и могло вызвать распад международной коалиции.
После ухода в отставку Шварцкопф почти сразу написал мемуары в соавторстве с Питером Петром «Без героизма» (It Doesn’t Take a Hero), выпущенные в 1992 году. Вопреки многим прогнозам, он не пошёл в политику. Периодически он выступал военным аналитиком. Кроме того, он участвовал в кампании по привлечению внимания к проблеме рака простаты — болезни, которой он сам страдал и от которой успешно вылечился. Семья генерала Шварцкопфа живёт во Флориде (жена, две дочери (Синтия, Джессика) и сын (Кристиан).

## Смерть
Шварцкопф умер 27 декабря 2012 года в городе Тампа (Флорида), где он жил после выхода на пенсию, в возрасте 78 лет от осложнений пневмонии.